# Haig Latchinian

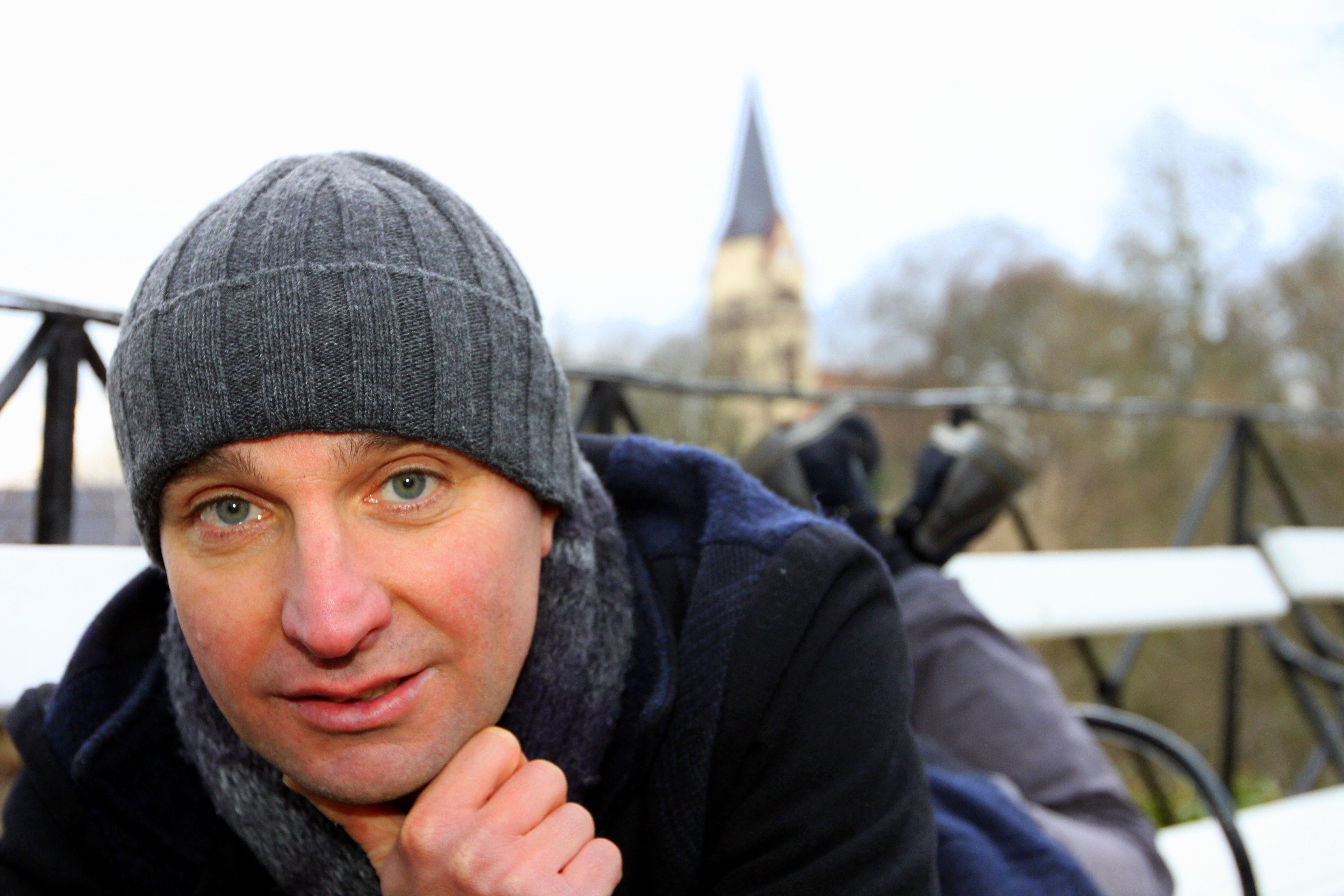
Haig Latchinian (Februar 2016)

Haig Latchinian (* 1968 in Leipzig) ist ein deutscher Journalist und Autor mit armenischer Biografie väterlicherseits. Als Lokalredakteur der Leipziger Volkszeitung schreibt er Beiträge und Reportagen hauptsächlich für die Muldental-Ausgabe dieser Zeitung.

## Leben
Haig Latchinian wuchs in Leipzigs Wohngebiet „Straße des 18. Oktober“ auf, er schloss 1987 erfolgreich den Abiturkurs an der Kinder- und Jugendsportschule Leipzig (heute: Landesgymnasium für Sport Leipzig) ab. Er spielte von Klasse 3 bis 13 Fußball als Mittelfeldspieler beim 1. FC Lokomotive Leipzig und wurde mit seiner Mannschaft zweimal DDR-Meister (1981 und 1984).
Vor und nach dem Grundwehrdienst bei der Nationalen Volksarmee absolvierte er ein Volontariat bei Radio DDR, Sender Leipzig. 1989 begann Latchinian ein Hochschulstudium an der Sektion Journalistik an der Karl-Marx-Universität Leipzig. Während des Studiums absolvierte er 1992 ein Praktikum in der Redaktion Sachsenspiegel des MDR-Fernsehens. In der Bundesliga-Saison 1993/1994 war er als Stadionsprecher für den VfB Leipzig tätig.
Nach Abschluss des Studiums 1994 stellte ihn die Leipziger Volkszeitung als Redakteur ein. Er arbeitete für die Redaktionen in Leipzig, Eilenburg und Döbeln und ist seit 1995 in Wurzen und Grimma tätig. Latchinian wohnt in Wurzen.

## Familie
Haig Latchinian ist der jüngere Sohn aus der Ehe von Sarkis Latchinian (1930–2012) – einem Armenier, dessen Eltern den Völkermord an den Armeniern nur knapp überlebten – mit der Deutschen Adelheid Latchinian geb. Skonietzki. Seine Mutter legte 1955 das beste Abitur von Weimar ab und durfte dennoch wegen ihres christlichen Glaubens erst nach Intervention beim DDR-Präsidenten Wilhelm Pieck studieren. Latchinians Eltern lernten sich beim Studium in Bulgarien kennen. Der Vater war von 1975 bis 1990 ordentlicher Professor für Politische Ökonomie des Kapitalismus an der Sektion Wirtschaftswissenschaften der Karl-Marx-Universität Leipzig. Die Mutter war nach Promotion und Habilitation von 1970 bis 1998 als Dozentin für Literaturwissenschaft an der Universität Leipzig tätig. Haig Latchinians ältere Geschwister sind Bruder Sewan Latchinian (* 1961; Schauspieler, Regisseur und Intendant) und Schwester Kohar.
Die Leipziger Volkszeitung veröffentlichte am 23. April 2015 auf ihrer Seite 3 ein von Andreas Debski verfasstes, ausführliches Porträt der Familie Latchinian unter dem Titel: Der Völkermord an den Armeniern und das Trauma der Latchinians – Wie eine Leipziger Familie mit der Vertreibung aus dem Osmanischen Reich vor 100 Jahren umgeht.

## Auszeichnung
Am 25. August 2008 erhielt Haig Latchinian für seine LVZ-Serie Schlaflos im Muldental einen der Sonderpreise des Deutschen Lokaljournalisten-Preises 2007 der Konrad-Adenauer-Stiftung in der Kategorie Serie: Als Reporter quartierte er sich eine Nacht pro Woche in Dörfern des Verbreitungsgebietes ein und sprach mit den Menschen dort.

„Der Reporter widmet den Orten des Muldentaler Ostens einen halben Tag und eine ganze Nacht. Der Serientitel „Schlaflos in …“ deutet darauf hin: Er macht auch den Großteil der Nacht zum Tag, fragt und hört zu. Die Reportagen sind Liebeserklärungen an Orte, die schön sind, und Menschen, die sich wohlfühlen: Heimat zum Anfassen.“

Auch als Folge dieser Auszeichnung ist diese Zeitungs-Serie 2008 als eigenständiges Buch mit dem Titel Schlaflos – Unterwegs im Herzen des Muldentals erschienen.

## Werke (Auswahl)

### Reportage-Buch
- Haig Latchinian: Schlaflos – Unterwegs im Herzen des Muldentals. Fotos: Frank Schmidt. Leipziger Medien Service, Leipzig 2008, ISBN 978-3-9811948-4-5.[13]

### Anthologie-Beiträge
- Ein Meister seines Faches – Thomas Lauth formt in Altenhain aus einer Ruine ein Schmuckstück. In: Schlossmenschen – Zu Besuch in 20 Privatschlössern Mitteldeutschlands. Redaktion Thomas Müller. Leipziger Medien Service, Leipzig 2011, ISBN 978-3-942360-05-0, S. 6–11.
- Die Schätze der Vergangenheit (über das Museum Steinarbeiterhaus Hohburg). In: Manfred Müller: 175 Jahre Hohburger Schweiz, 30 Jahre Museum Steinarbeiterhaus – mit Beiträgen zur Dorfgeschichte der ehemaligen Ortsteile Müglenz, Watzschwitz und Kleinzschepa. S. 184–185, Hohburg 2015, ISBN 978-3-00-048433-9